# 범어사역
범어사역(梵魚寺驛)은 부산광역시 금정구 노포동에 있는 부산 도시철도 1호선의 지하철역이다. 1985년 7월 19일부터 1986년 12월 18일까지 시·종착역이었다. 이 역부터 두실역까지 지하 구간이다. 이 역과 노포역 사이에는 일부 지상 구간이 존재한다.
역명과는 달리 범어사에서 많이 떨어져 있어, 범어사로 가기 위해서는 버스로 환승해야 한다. 인근에는 두구동의 영락공원묘지, 남산동주민센터, 부산외대가 위치하며, 국도 제7호선 연선에 위치한다.

## 역사
- 1985년 7월 19일 : 부산 도시철도 1호선 개통과 함께 시.종착역으로 영업 개시
- 1986년 12월 19일 : 노포역까지 연장 개통과 함께 중간역으로 전환됨
- 2000년 11월 20일 : 노포역 위 부산종합버스터미널 공사로 임시 시.종착역이 됨
- 2001년 2월 20일 : 부산종합버스터미널 공사 완료로 중간역 복귀

## 역 구조
2면 2선식의 상대식 승강장이 있는 지하역이다. 스크린도어가 설치되어 있다.

### 배선도
범어사역의 배선도는 다음과 같다. 노포차량사업소로 이어지는 입·출고선이 이 역의 북쪽에서 본선과 분기하며, 노포역 방향의 선로는 별도로 나 있다.

### 승강장
| 남산 ↑ |
| \| 상  |
| ↓ 노포 |

| 상행 | ● 부산 도시철도 1호선 | 동래·서면·부산역·신평·다대포해수욕장 방면 |
| 하행 | ● 부산 도시철도 1호선 | 노포 방면                                 |

## 역 주변
- 부산청룡초등학교
- 신암마을
- 팔송파출소
- 영락공원묘지 방면
- 부산금정중학교
- 범어사입구
- 금정도서관
- 청룡노포동행정복지센터
- 남산동행정복지센터
- 부산보호관찰소
- 부산교통공사 노포차량사업소
- KT 청룡지점

## 승차량 변동
| 역 노선 | 승차 인원 | 승차 인원 | 승차 인원 | 승차 인원 | 승차 인원 | 승차 인원 | 승차 인원 | 승차 인원 | 승차 인원 | 승차 인원 | 승차 인원 | 승차 인원 | 승차 인원 | 승차 인원 | 주 석 |
| 역 노선 | 2002년    | 2003년    | 2004년    | 2005년    | 2006년    | 2007년    | 2008년    | 2009년    | 2010년    | 2011년    | 2012년    | 2013년    | 2014년    | 2015년    | 주 석 |
| ------- | --------- | --------- | --------- | --------- | --------- | --------- | --------- | --------- | --------- | --------- | --------- | --------- | --------- | --------- | ----- |
| 1호선   | 11686     | 11016     | 10559     | 9817      | 9372      | 9936      | 9126      | 9086      | 9160      | 9324      | 9505      | 9667      | 10447     | 10348     | [ 1 ] |

## 사진

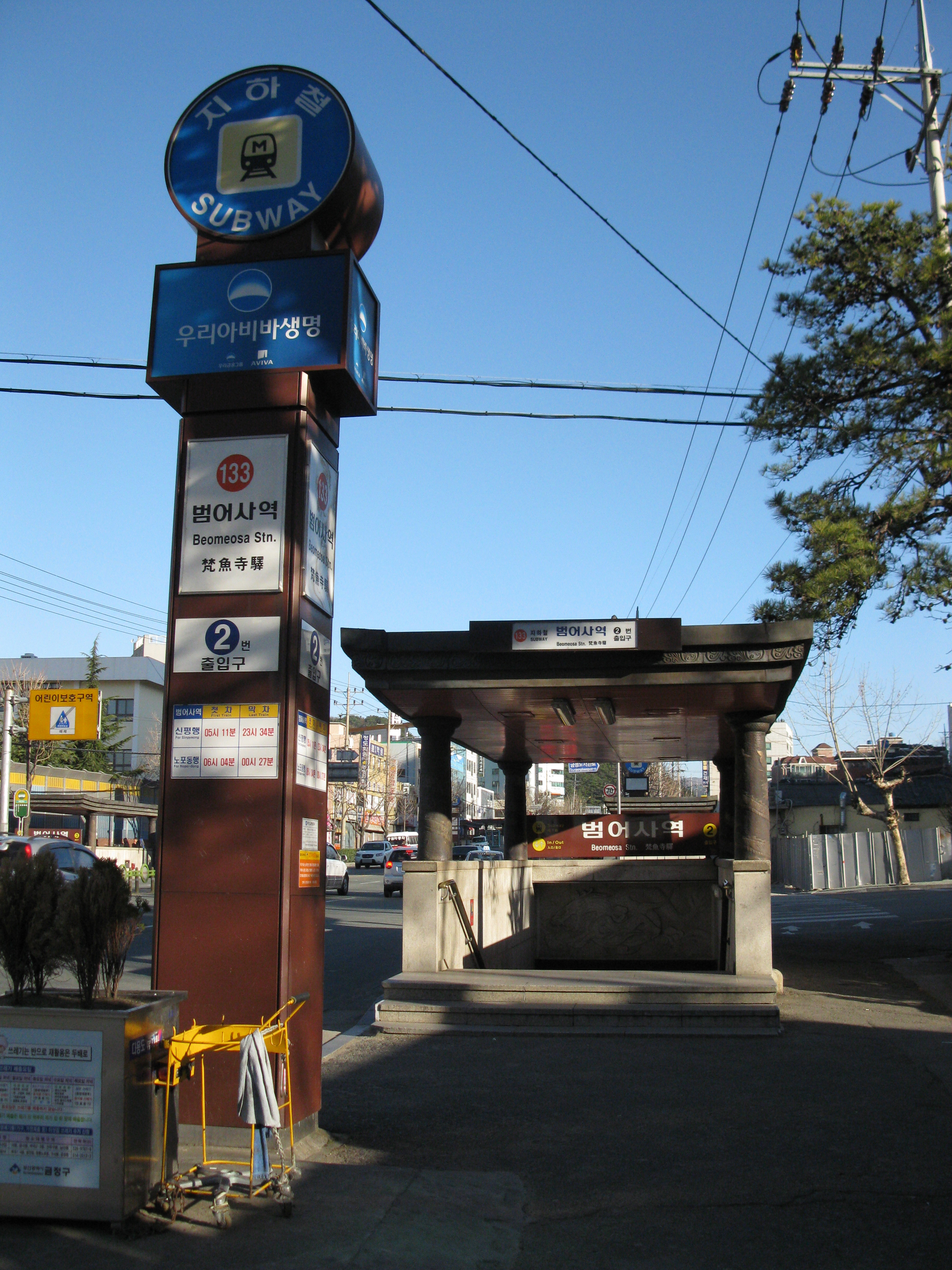
2번 출입구

## 인접한 역
| 부산 도시철도 1호선          | 부산 도시철도 1호선   | 부산 도시철도 1호선 |
| ---------------------------- | --------------------- | ------------------- |
| 132 남산 다대포해수욕장 방면 | ● 부산 도시철도 1호선 | 134 노포 방면       |